# F-Zero 99
F-Zero 99 est un jeu vidéo de course en ligne développé par Nintendo Software Technology et édité par Nintendo. Il a été annoncé lors du Nintendo Direct du 14 septembre 2023, et est sorti le même jour sur Nintendo Switch en tant que free-to-play pour les abonnés du Nintendo Switch Online.
C'est le premier jeu de la série F-Zero depuis F-Zero Climax sorti en 2004.

## Système de jeu
Dans la même veine que Tetris 99, Super Mario Bros. 35 et Pac-Man 99, le jeu reprend les graphismes et le gameplay du F-Zero original pour les transposer dans un jeu battle royale. F-Zero 99 comporte les mêmes véhicules et les mêmes circuits que le jeu de 1990. Le système de turbo rappelle celui de F-Zero X. Chaque véhicule est équipé d'une jauge d'énergie qui baisse lors de collisions avec les murs ou avec d'autres pilotes. Le joueur peut également utiliser une partie de sa jauge d'énergie pour obtenir un boost. Le mode principal consiste à jouer une course en ligne pouvant accueillir jusqu'à 99 joueurs. D'autres modes sont disponibles en rotation, parmi lesquels on retrouve Grand Prix, Combat par équipe et Circuits Pros,.

## Développement
Le jeu a été développé par Nintendo Software Technology.